# Jack Lord
Jack Lord (seudónimo artístico de John Joseph Patrick Ryan, Brooklyn, Nueva York, 30 de diciembre de 1920-Honolulu, Hawái, 21 de enero de 1998) fue un actor teatral, cinematográfico y televisivo estadounidense. Fue sobre todo conocido por su papel protagonista como Steve McGarrett en la serie televisiva Hawaii Five-O entre 1968 y 1980. Además, al principio de su carrera, actuó en varios largometrajes clásicos, entre ellos Man of the West (1958), con Gary Cooper, y fue el primer actor en encarnar al recurrente personaje Felix Leiter, concretamente en la primera película de James Bond, Dr. No (1962).

## Inicios
Nació en una familia de origen irlandés. Su padre, William Lawrence Ryan, era ejecutivo de una compañía de barcos de vapor. Lord se crio en Morris Park (actualmente conocido como Richmond Hill), en el barrio neoyorquino de Queens.
El joven Jack Ryan desarrolló su habilidad como jinete en la granja hortofrutícola de su madre, en el valle del río Hudson. Pasaba los veranos en el mar y, desde el puente de barcos mercantes, pintaba y dibujaba los paisajes que iba conociendo —África, el Mediterráneo y China—.
Estudió en la St. Benedict Joseph Labre School, en la John Adams High School de Ozone Park (Queens), y en la Academia de la Marina Mercante de los Estados Unidos en Fort Trumbull, graduándose como alférez con una licencia de Tercer Oficial de cubierta. Además siguió estudios en la Universidad de Nueva York gracias a una beca de fútbol, consiguiendo un título en bellas artes.
El primer año de la Segunda Guerra Mundial lo pasó en el Cuerpo de Ingenieros de la Armada de los Estados Unidos construyendo puentes en Persia, volviendo más adelante a la Marina Mercante como marinero de primera antes de cursar estudios de oficial de puente en Fort Trumbull. Mientras hacía filmes de entrenamiento marítimo, a Lord le llegó la idea de dedicarse a la actuación.

## Carrera
Lord siguió clases de interpretación de Sanford Meisner en la escuela Neighborhood Playhouse. Mientras, trabajó como vendedor de coches para financiar sus estudios, y posteriormente se formó en el Actors Studio.
Su debut teatral en el circuito de Broadway fue como Slim Murphy en la obra de Horton Foote The Traveling Lady, junto a Kim Stanley. El show tuvo 30 representaciones, entre el 27 de octubre de 1954 y el 20 de noviembre del mismo año. Por su actuación, Lord ganó el Premio Theatre World. Más adelante fue elegido para encarnar a Brick, sustituyendo a Ben Gazzara, en la producción de 1955–1956 de La gata sobre el tejado de zinc. Otras obras teatrales en las que participó fueron The Little Hut (su primera pieza), The Illegitimist, y The Savage.

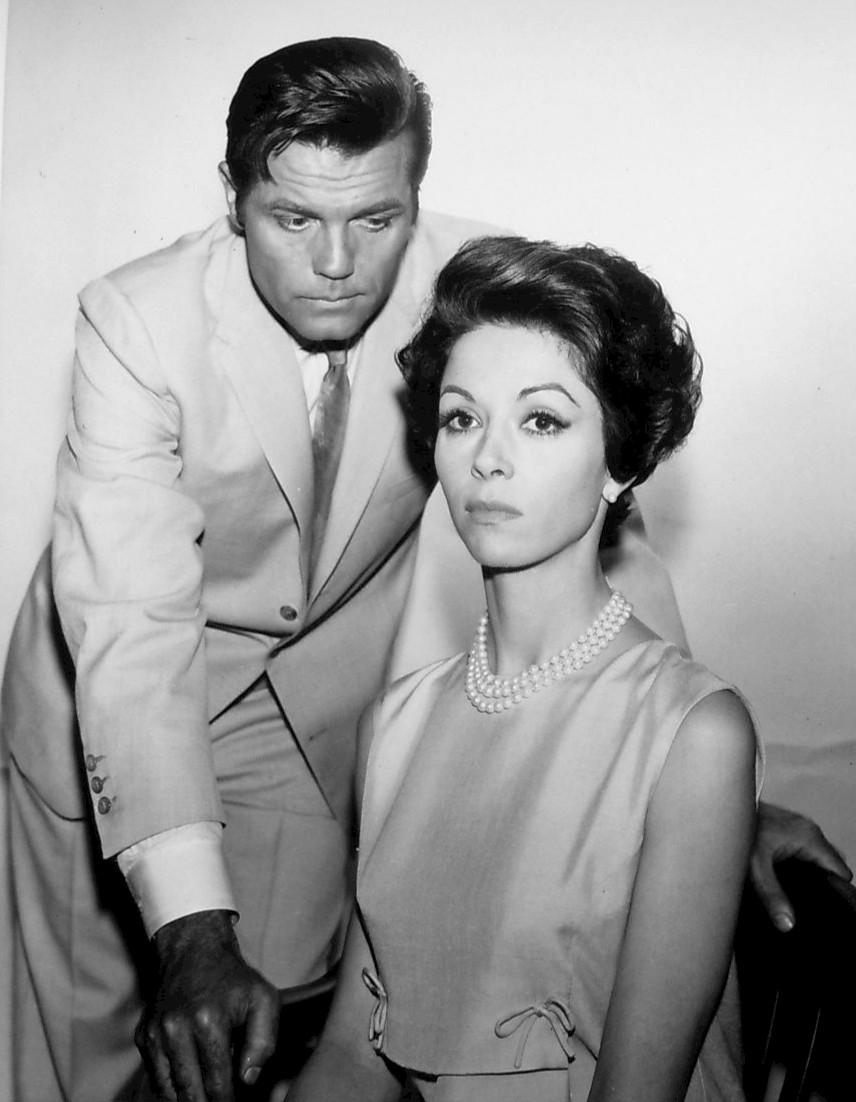
Jack Lord y Dana Wynter en el programa de televisión Bob Hope Presents the Chrysler Theatre.

Su primer film comercial fue la película de culto de 1949 The Red Menace, una producción de temática anticomunista. En 1950 fue productor asociado de Cry Murder. En 1957, Lord protagonizó Williamsburg: the Story of a Patriot. Interpretó a Buck Walden en el film de 1958 God's Little Acre, adaptación al cine de la novela de Erskine Caldwell de 1933.
Lord fue el primer actor en encarnar al personaje de ficción Felix Leiter en la serie cinematográfica dedicada a James Bond, concretamente en el primer film de la misma, Dr. No. Según el guionista Richard Maibaum, Lord pedía coprotagonismo, un papel de mayor entidad y major sueldo para retomar su papel de Felix Leiter en Goldfinger, por lo que el director Guy Hamilton eligió a otro actor para el papel.
En 1962 Lord encarnó al protagonista de la serie Stoney Burke, un cowboy de rodeo de Mission Ridge, en Dakota del Sur. La serie se basaba en Casey Tibbs, campeón de rodeo en la vida real. En el show trabajaban Warren Oates y Bruce Dern en papeles recurrentes. Lord afirmaba que su modelo e inspiración para encarnar a Stoney Burke era Gary Cooper.
Lord fue considerado para el papel de Eliot Ness en la serie Los Intocables antes de que Robert Stack lo consiguiera. Otras de las series en las que trabajó como artista invitado fueron Bonanza (Capítulo "The Outcast", el número 17 de la primera temporada), Combate! (Capítulo "The linesman"), El agente de CIPOL, The Reporter (con Harry Guardino), El fugitivo, Los invasores, Rawhide, Ironside, Un paso al más allá  (Capítulo "Father image"), y The F.B.I.. Lord también intervino en el primer capítulo de Have Gun, Will Travel. 
De nuevo en el cine, en 1968 Lord actuó junto a Susan Strasberg en el film de culto The Name of the Game is Kill.
Según William Shatner, en 1966 Gene Roddenberry ofreció a Lord el papel de James Tiberius Kirk en Star Trek: la serie original, reemplazando a Jeffrey Hunter, que había actuado en un episodio piloto. Lord solicitó el 50 por ciento de la titularidad del show, por lo que Roddenberry finalmente dio el papel a Shatner.

### Hawaii Five-O

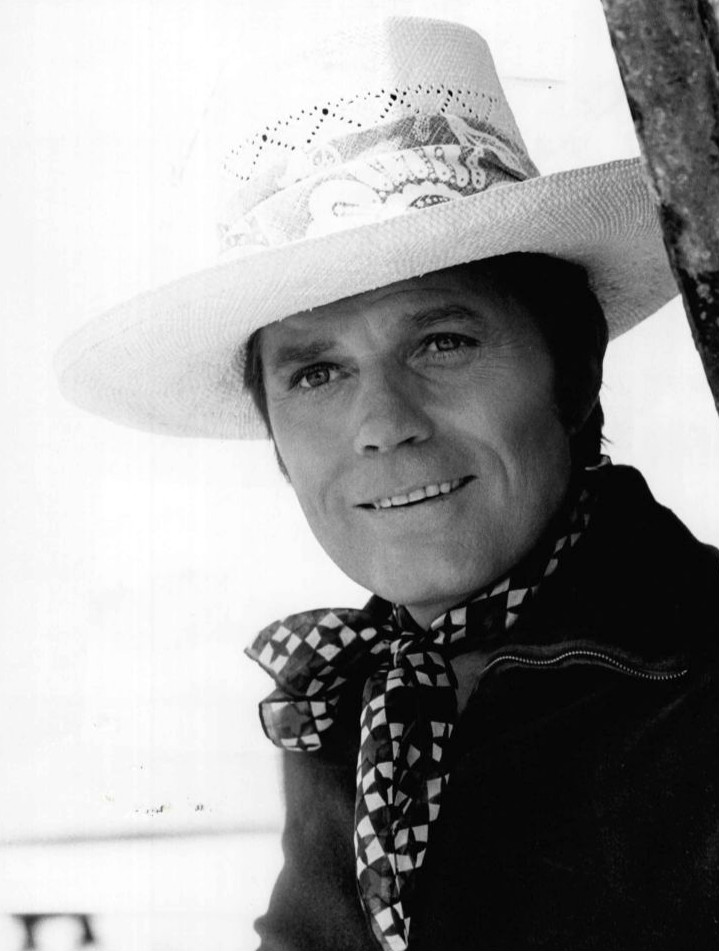
Jack Lord en la serie de televisión Hawaii Five-0 (1974).

Lord fue durante 12 temporadas el Detective Steve McGarrett en la serie Hawaii Five-O.
La famosa escena de apertura del show mostraba a Lord en la azotea del Ilikai, edificio turístico de lujo construido por Chinn Ho, mago del negocio inmobiliario, nacido en Hawái, aunque de origen chino. El detective Chin Ho Kelly, interpretado por Kam Fong Chun, era un guiño al constructor Chinn Ho.
Lord fue decisivo en la elección de actores nativos de Hawái con preferencia a los de origen continental. También fue él el que insistió en que su personaje condujera coches de Ford Motor Company.
Lord era un perfeccionista. Leonard Freeman, creador de la serie, falleció en 1974, y el show pasó a ser propiedad de Jack Lord, la CBS y los herederos de Freeman, con un contrato que hacía a Lord productor ejecutivo y le daba un control total sobre el contenido, siendo notorias sus peleas con la cadena televisiva.

## Artista
Durante sus años en la Universidad de Nueva York, Lord y su hermano Bill abrieron la Village Academy of Arts. El sueño de infancia de Lord era convertirse en un artista. Su primera venta profesional tuvo lugar en 1941 al adquirir el Museo Metropolitano de Arte dos obras suyas tituladas Vermont y Fishing Shacks, Block Island.

## Vida personal
El primer matrimonio de Lord, con Anne Willard, finalizó en divorcio en 1947. En este matrimonio tuvo un hijo, fallecido en un accidente a los trece años de edad.
El 17 de enero de 1949 Lord se casó con Marie de Narde, que dejó su carrera en el mundo de la moda para dedicarse a su vida en relación.
Lord fue también conocido por ser un hombre de gran cultura que amaba la poesía, pero también por ser una persona que llevaba una vida de cierta reclusión en su hogar de Honolulu.

## Fallecimiento
Lord sufrió enfermedad de Alzheimer en sus últimos años, y falleció a causa de una insuficiencia cardiaca en 1998 en su domicilio en Honolulu. Tenía 77 años de edad. Sus restos fueron incinerados, y las cenizas esparcidas en el mar cerca de su propiedad en Kahala. 
Lord dejó una herencia por un valor de $40 millones. A lo largo de su vida había sido un filántropo, y la totalidad de sus posesiones pasaron a varias organizaciones caritativas de Hawái tras fallecer su esposa en 2005.

## Filmografía
| Año  | Título                               | Papel                                        | Observaciones                          |
| ---- | ------------------------------------ | -------------------------------------------- | -------------------------------------- |
| 1949 | The Red Menace                       | John Bates                                   |                                        |
| 1950 | The Tattooed Stranger                | Det. Deke Del Vecchio                        | No acreditado                          |
| 1950 | Cry Murder                           | Tommy Warren                                 | Productor asociado                     |
| 1955 | The Court-Martial of Billy Mitchell  | Teniente comandante Zachary 'Zack' Lansdowne |                                        |
| 1956 | The Vagabond King                    | Ferrebouc                                    |                                        |
| 1957 | Tip on a Dead Jockey                 | Jimmy Heldon                                 |                                        |
| 1957 | Williamsburg: the Story of a Patriot | John Fry                                     |                                        |
| 1958 | The True Story of Lynn Stuart        | Willie Down                                  |                                        |
| 1958 | God's Little Acre                    | Buck Walden                                  |                                        |
| 1958 | Man of the West                      | Coaley                                       |                                        |
| 1959 | The Hangman                          | Johnny Bishop                                |                                        |
| 1960 | Walk Like a Dragon                   | Lincoln "Linc" Bartlett                      |                                        |
| 1962 | Dr. No                               | Felix Leiter                                 |                                        |
| 1966 | Doomsday Flight, The                 | Agente especial Frank Thompson               | Telefilme                              |
| 1967 | Ride to Hangman's Tree               | Guy Russell                                  |                                        |
| 1968 | The Counterfeit Killer               | Don Owens                                    |                                        |
| 1968 | The Name of the Game is Kill         | Symcha Lipa                                  |                                        |
| 1980 | M Station: Hawaii                    | Almirante Henderson                          | Telefilme Director Productor ejecutivo |
| 2000 | Screwed                              | Det Steve McGarrett                          | Sin créditos Imágenes de archivo       |

| Año       | Título                                  | Papel                          | Título episodio/ Observaciones      |
| --------- | --------------------------------------- | ------------------------------ | ----------------------------------- |
| 1954      | Man Against Crime                       |                                | The Chinese Dolls                   |
| 1954      | Suspense                                |                                | String                              |
| 1955      | Danger                                  |                                | Season for Murder                   |
| 1955      | Armstrong Circle Theatre                |                                | Buckskin                            |
| 1955      | Appointment with Adventure              | Bill                           | Five in Judgment                    |
| 1955      | The Elgin Hour                          | Teniente Davis                 | Combat Medics                       |
| 1956      | The Philco Television Playhouse         |                                | This Land is Mine                   |
| 1956      | Omnibus                                 | One Nation                     |                                     |
| 1956      | Westinghouse Studio One                 | Paul Chester                   | An Incident of Love                 |
| 1956      | Westinghouse Studio One                 | Matt                           | A Day Before Battle                 |
| 1957      | Conflict                                |                                | Pattern for Violence                |
| 1957      | Climax!                                 | Charlie Mullaney               | Mr. Runyon of Broadway              |
| 1957      | Have Gun – Will Travel                  | Dave Enderby                   | Three Bells to Perdido              |
| 1957      | Gunsmoke                                | Myles Brandell Nate Brandell   | Doc's Reward                        |
| 1957      | Playhouse 90                            | Jim Kester                     | Lone Woman                          |
| 1958      | Playhouse 90                            | Homer Aswell                   | Reunion                             |
| 1958      | U.S. Marshal                            | Matt Bonner                    | Sentenced to Death                  |
| 1958      | The Millionaire                         | Lee Randolph                   | The Lee Randolph Story              |
| 1959      | Rawhide                                 | Blake                          | Incident of the Calico Gun          |
| 1959      | The Loretta Young Show                  | Joe                            | Marriage Crisis                     |
| 1959      | Los Intocables                          | Bill Hagen                     | The Jake Lingle Killing             |
| 1959      | The Lineup                              | Army Armitage                  | The Strange Return of Army Armitage |
| 1959      | Alcoa Presents: One Step Beyond         | Dan Gardner                    | Father Image                        |
| 1960      | Bonanza                                 | Clay Renton                    | The Outcast                         |
| 1960      | Naked City                              | Cary Glennon                   | The Human Trap                      |
| 1961      | Route 66                                | Gabe Johnson                   | Play It Glissando                   |
| 1961      | The Americans                           | Charlie Goodwin                | Half Moon Road                      |
| 1961      | Outlaws                                 | Jim Houston                    | The Bell                            |
| 1961      | Stagecoach West                         | Russ Doty                      | House of Violence                   |
| 1961      | Stagecoach West                         | Johnny Kane                    | The Butcher                         |
| 1961      | Rawhide                                 | Paul Evans                     | Incident of His Brother's Keeper    |
| 1961      | Cain's Hundred                          | Wilt Farrell                   | Dead Load                           |
| 1962      | Checkmate                               | Ernie Chapin                   | The Star System                     |
| 1962      | Here's Hollywood                        | Como él mismo                  | 18 de mayo de 1962                  |
| 1962–1963 | Stoney Burke                            | Stoney Burke                   | 32 episodios                        |
| 1964      | Dr. Kildare                             | Dr. Frank Michaels             | A Willing Suspension of Disbelief   |
| 1964      | The Greatest Show on Earth              | Wally Walker                   | Man in a Hole                       |
| 1964      | The Reporter                            | Nick Castle                    | How Much for a Prince?              |
| 1965      | Wagon Train                             | Lee Barton                     | The Echo Pass Story                 |
| 1965      | Kraft Suspense Theatre                  | Paul Campbell                  | The Long Ravine                     |
| 1965      | The Loner                               | Reverendo Mr. Booker           | The Vespers                         |
| 1965      | Combat!                                 | Barney McKlosky                | The Linesman                        |
| 1965      | Bob Hope Presents the Chrysler Theatre  | Abe Perez                      | The Crime                           |
| 1965      | Twelve O'Clock High                     | Tte. Coronel Preston Gallagher | Big Brother                         |
| 1966      | Laredo                                  | Jab Harlan                     | Above the Law                       |
| 1966      | Twelve O'Clock High                     | Coronel Yates                  | Face of a Shadow                    |
| 1966      | The F.B.I.                              | Frank Andreas Shroeder         | Collison Course                     |
| 1966      | El virginiano                           | Roy Dallman                    | High Stakes                         |
| 1966      | Bob Hope Presents the Chrysler Theatre  | Don Owens                      | The Faceless Man                    |
| 1966      | Bob Hope Presents the Chrysler Theatre  | Harry Marcus                   | Storm Crossing                      |
| 1966      | The Tonight Show Starring Johnny Carson | Como él mismo                  |                                     |
| 1967      | Los invasores                           | George Vikor                   | Vikor                               |
| 1967      | El fugitivo                             | Alan Bartlett                  | Goodbye My Love                     |
| 1967      | Ironside                                | John Trask                     | Dead Man's Tale                     |
| 1967      | El hombre de CIPOL                      | Pharos Mandor                  | The Master's Touch                  |
| 1968      | El Gran Chaparral                       | Dan Brookes                    | The Kinsman                         |
| 1968–1980 | Hawaii Five-O                           | Detective Steve McGarrett      | 281 episodios                       |
| 1969      | The Mike Douglas Show                   | Como él mismo                  |                                     |
| 1969      | The Ed Sullivan Show                    | Como él mismo                  | Audience bow                        |
| 1978      | Premios Primetime Emmy                  | Como él mismo                  |                                     |
| 1979      | Good Morning America                    | Como él mismo                  |                                     |
| 1980      | The Whales That Wouldn't Die            | Narrador                       |                                     |
| 1999      | The James Bond Story                    | Felix Leiter                   | Imágenes de archivo                 |
| 2007      | La tele de tu vida                      | Detective Steve McGarrett      | Imágenes de archivo                 |